# Karácsony Sándor utca
Karácsony Sándor utca est une rue située dans le quartier de Magdolna, dans le 8e arrondissement de Budapest. Elle relie Teleki László tér à Baross utca et est parcourue par la ligne  99 du réseau de bus de Budapest. On y trouve le marché temporaire à l'angle de Teleki László tér et de Szerdahelyi utca. Elle est traversée par Magdolna utca.